# Altes Jagdschlössell

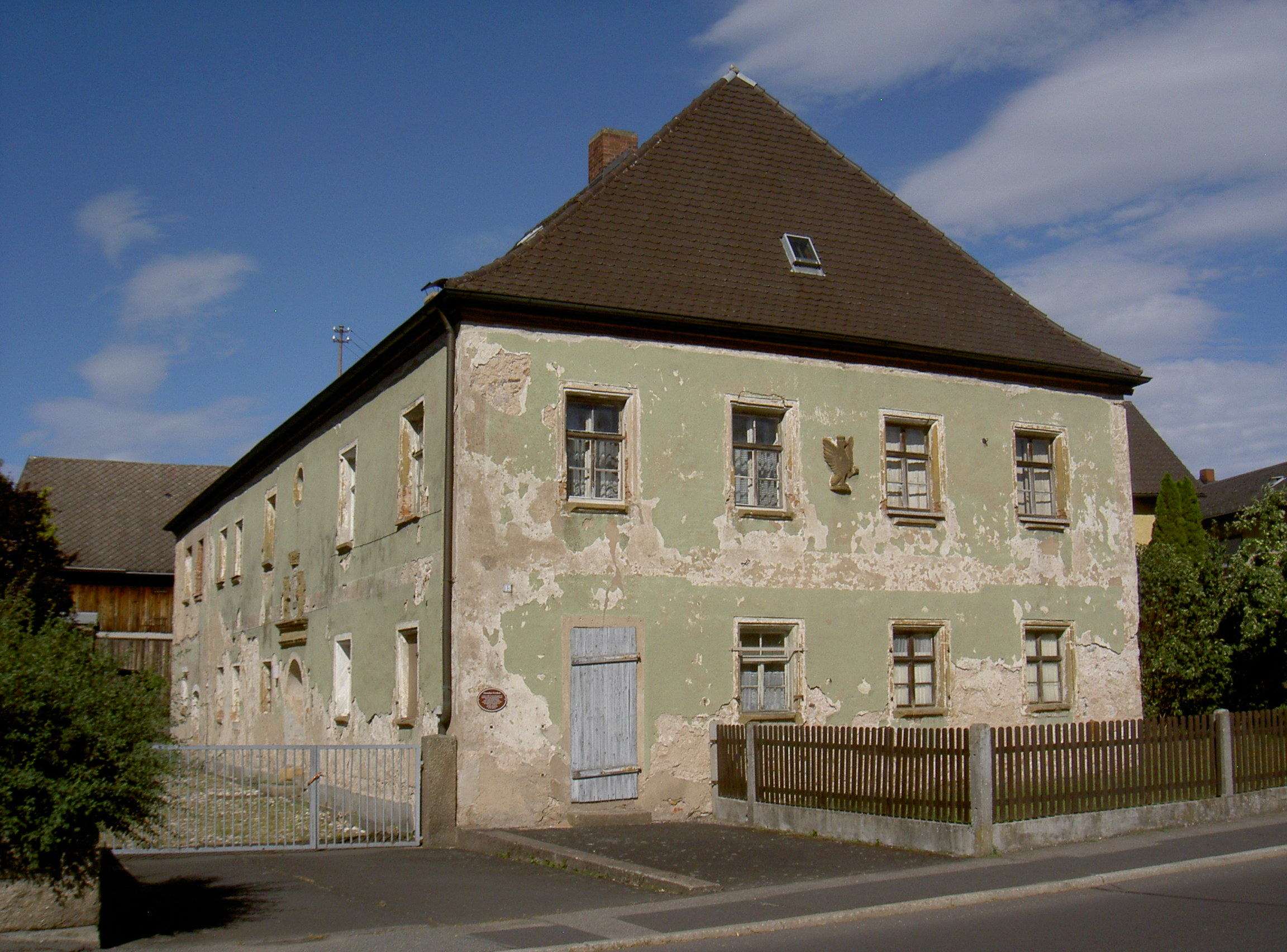
Altes Jagdschlössell bzw. Forstamt von Mantel (2018)

Das Alte Jagdschlössell ist ein ehemaliges Jagdschloss 240 m südöstlich der Pfarrkirche St. Peter und Paul von Mantel, einem Markt im oberpfälzischen Landkreis Neustadt an der Waldnaab (Etzenrichter Str. 13). Die Anlage ist unter der Aktennummer D-3-74-134-3 als denkmalgeschütztes Baudenkmal von Mantel verzeichnet. Ebenso wird sie als Bodendenkmal unter der Aktennummer D-3-74-134-3 im Bayernatlas als „ehem. Forstamt, zweigeschossiger langgestreckter Walmdachbau mit abgefasten Gewänden, Portal mit Pfalz-Sulzbachischem Wappen, 1688“ geführt.

## Geschichte
Der herrschaftliche Bau wurde 1687 unter dem ersten Herzog von Pfalz-Sulzbach,  Christian August, errichtet und diente den Sulzbacher Herzögen als Jagdschloss und Forstamt. Im Untergeschoss war Forstamt untergebracht, das Obergeschoss diente als Unterkunft für den Fürsten. Im 18. Jahrhundert gehörte das Gebäude der Familie von Hahn. Von 1946 bis 1996 war das Haus der Standort eines Verkaufsladens. Das Gebäude ist zurzeit (2022) zum Verkauf ausgeschrieben.

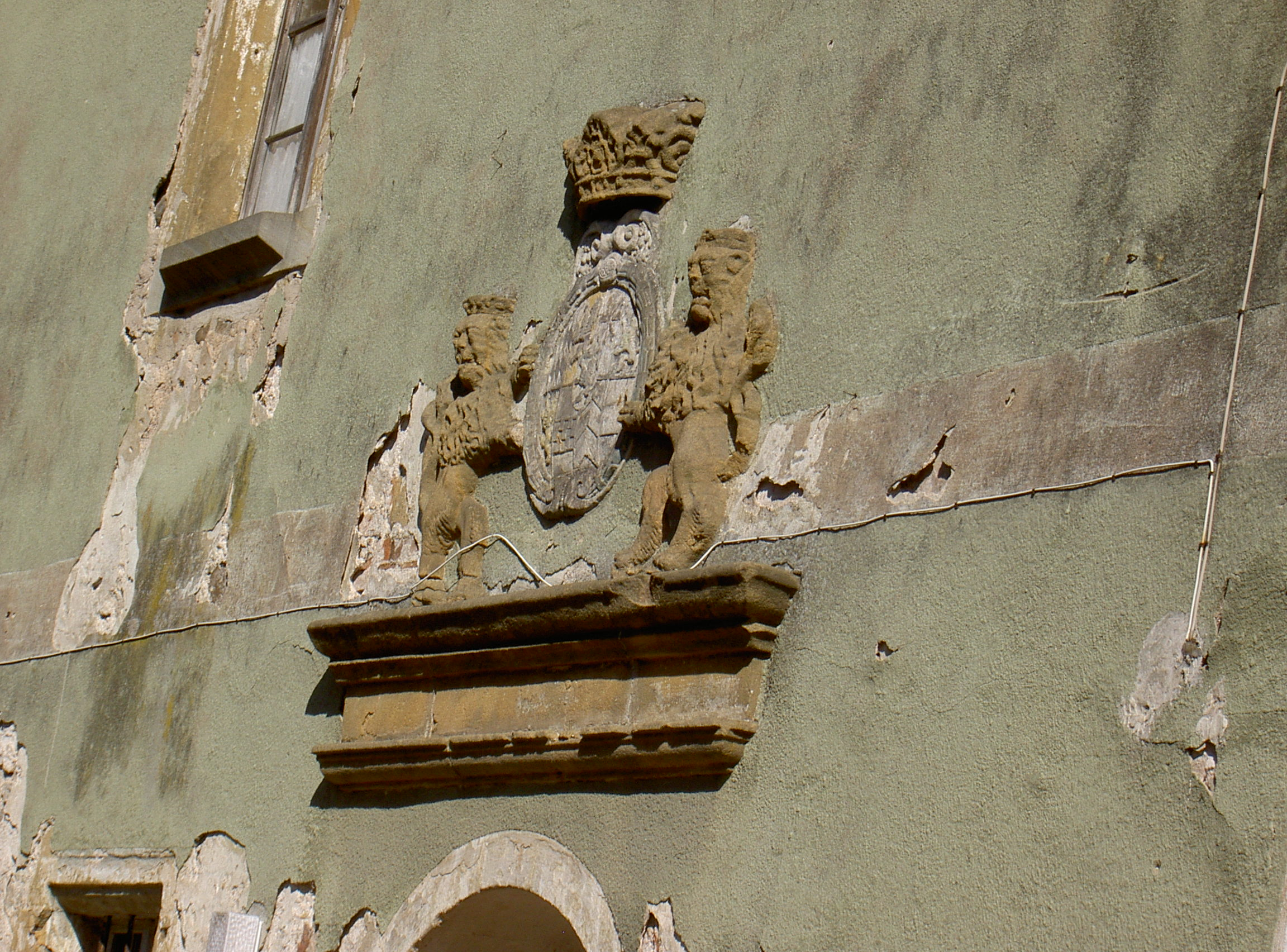
Wappen der Pfalz-Sulzbachischen Herzöge

## Baulichkeit
Das heruntergekommene Gebäude ist ein zweigeschossiger langgestreckter Walmdachbau mit abgefasten Gewänden. Das Portal ist mit dem Pfalz-Sulzbachischem Wappen und der Jahreszahl 1688 geschmückt. Auf der Schmalseite zur Straße ist ein Sandsteinrelief mit einem Hahn als Wappentier angebracht, ein Hinweis auf die Besitzer im 18. Jahrhundert.